# Aa d'Engelberg
Pour les articles homonymes, voir Aa.
L'Aa d'Engelberg est une rivière de Suisse. C'est un affluent de la Reuss qu'elle rejoint dans le lac des Quatre-Cantons, sur la gauche de ce lac. Elle fait partie du bassin versant du Rhin.

## Parcours
L'Aa d'Engelberg prend sa source au col de Surenen dans le canton d'Uri. Elle coule vers le sud-ouest, puis entre dans le canton d'Obwald et passe à Engelberg. Son cours oblique vers le nord, elle passe dans le canton de Nidwald pour rejoindre le lac des Quatre-Cantons à Buochs. 

### Sources
- (de) Cet article est partiellement ou en totalité issu de l’article de Wikipédia en allemand intitulé « Engelberger Aa » (voir la liste des auteurs).